# Handboll vid olympiska sommarspelen 2000
Handbollsturneringen vid Olympiska sommarspelen 2000 avgjordes i Sydney.

## Medaljfördelning
| Gren                            | Guld | Silver | Brons |
| Damernas turnering Detaljer...  | Danmark Lene Rantala Camilla Andersen Tina Bøttzau Janne Kolling Tonje Kjærgaard Karen Brødsgaard Katrine Fruelund Maja Grønbæk Christina Roslyng Hansen Anette Hoffman Lotte Kiærskou Karin Mortensen Anja Nielsen Rikke Petersen Mette Vestergaard Larsen           | Ungern Ildikó Pádár Beáta Siti Anikó Kántor Anikó Nagy Beatrix Kökény Andrea Farkas Beatrix Balogh Rita Deli Ágnes Farkas Anita Kulcsár Katalin Pálinger Krisztina Pigniczki Bojana Radulovics Judit Simics Dóra Lőwy                                | Norge Kristine Duvholt Trine Haltvik Heidi Tjugum Susann Goksør Bjerkrheim Ann Eriksen Kjersti Grini Elisabeth Hilmo Mia Hundvin Tonje Larsen Cecilie Leganger Jeanette Nilsen Marianne Rokne Birgitte Sættem Monica Sandve Else-Marthe Sørlie     |
| Herrarnas turnering Detaljer... | Ryssland Andrej Lavrov Dmitrij Filippov Vjatjeslav Gorpisjin Oleg Chodkov Eduard Koksjarov Vassilij Koudinov Stanislav Koulintjenko Dmitrij Kouzelev Denis Krivosjlykov Igor Lavrov Sergej Pogorelov Pavel Sukossian Dmitrij Torgovanov Aleksandr Tutjkin Lev Voronin | Sverige Magnus Andersson Ola Lindgren Tomas Svensson Pierre Thorsson Magnus Wislander Martin Boquist Martin Frändesjö Mathias Franzén Peter Gentzel Andreas Larsson Stefan Löfgren Ljubomir Vranjes Staffan Olsson Johan Petersson Thomas Sivertsson | Spanien Talant Dujsjebajev Mateo Garralda Rafael Guijosa Demetrio Lozano Jordi Nuñez Juan Pérez Ignacio Urdangarín Alberto Urdiales David Barrufet Enric Masip Borras Xavier O'Callaghan Jesús Olalla Antonio Ortega Antonio Ugalde Andrij Ksepkin |

## Grupper

### Herrar
Damernas turnering innehöll tolv lag i två grupper.
| Grupp A: - Ryssland - Tyskland - Jugoslavien - Egypten - Sydkorea - Kuba | Grupp B: - Sverige - Frankrike - Spanien - Slovenien - Tunisien - Australien |

### Damer
Damernas turnering innehöll tio lag i två grupper.
| Grupp A: - Sydkorea - Ungern - Frankrike - Rumänien - Angola | Grupp B: - Norge - Danmark - Österrike - Brasilien - Australien |

Då alla lagen mött varandra gick de fyra bäst placerade vidare till kvartsfinalerna.

## Medaljtabell
| Pl. | Nation   | Guld | Silver | Brons | Totalt |
| --- | -------- | ---- | ------ | ----- | ------ |
| 1   | Danmark  | 1    | 0      | 0     | 1      |
| 1   | Ryssland | 1    | 0      | 0     | 1      |
| 3   | Ungern   | 0    | 1      | 0     | 1      |
| 3   | Sverige  | 0    | 1      | 0     | 1      |
| 5   | Norge    | 0    | 0      | 1     | 1      |
| 5   | Spanien  | 0    | 0      | 1     | 1      |